# 彼德·羅賓遜 (政治人物)
彼德·大衛·羅賓遜（英語：Peter David Robinson，1948年12月29日—），是北愛爾蘭政治家、北爱尔兰首席部长及民主统一党黨魁。自1970年起與伊恩·佩斯利創立民主统一党後，他一直積極參與政治。

## 生平
羅賓遜曾在西敏擔任佩斯利的議會助理直到1979年，這令他在剛剛起步的北愛爾蘭親英分子中機會發揮影響力。1977年，羅賓遜當選為卡斯爾雷區議會鄧唐納德議員；後來又在1979年英國大選東貝爾法斯特選區當選，成為英國歷史上最年輕的下議院議員，直至2010年選舉中敗給納奧米·隆，這使他成為1800年联合法令生效以來服務貝爾法斯特最長久的議員。
1980年，羅賓遜當選為民主统一党副黨魁，並於1986年協助建立一個親英的準軍事組織阿爾斯特抵抗運動。隨著《貝爾法斯特協議》生效，北愛爾蘭議會重新建立，羅賓遜在1998年成功競逐北愛爾蘭議會東貝爾法斯特選區的席位；隨後在北愛爾蘭行政局擔當區域發展部部長與財務和人事部長。2008年，他在無對手的情況下接替佩斯利，自動當選為民主统一党黨魁，隨後證實在2008年6月5日出任北爱尔兰首席部长。
2010年1月，因為一次涉及妻子艾瑞絲的醜聞和就其財務籌集的指控，羅賓遜根據《2006年北愛爾蘭法令》將其首席部长權責暫時交給阿琳·福斯特。經過警方調查，其中建議羅賓遜不應被起訴，他恢復了他的職務。